# Pieris marginalis
Pieris marginalis is een vlinder die voorkomt van Yukon, West Canada tot de Rocky Mountains. Als waardplant hebben ze soorten uit de Brassicaceae familie.
Zijn spanwijdte bedraagt 3,8 tot 5,7 cm. Ze komen voor van februari tot september.